# Czermna (Petite-Pologne)
Pour les articles homonymes, voir Czermna.
Czermna est une localité polonaise de la gmina de Szerzyny, située dans le powiat de Tarnów en voïvodie de Petite-Pologne.